# 种族平等
种族平等出现时译为给予平等的机会给所有的人的种族。换句话说，无论肤色，机构等身体特征如何，都应赋予个人法律，道德和政治上的平等。在当今的西方社会中，种族之间的多样性和融合继续成为规范。最初，对于非洲人，亚洲人和拉丁美洲人，尤其是在学校里，实现平等一直很困难。但是，在美国种族平等已成为一项法律，无论个人是什么种族，他们都将得到平等的待遇，机会，教育，就业和政治待遇。

## 背景

### 美国内战
奴隶制是开始美国历史上最血腥，最痛苦的战争的关键。美国内战是从1861年到1865年进行的。到1860年，南部各州中有三分之一的人属于另一人。在1200万人口中，有400万是奴隶。1862年9月，林肯发表了《解放宣言》，宣布解放同盟中的奴隶，并宣布废除北方的中央战争目标之一。北方取得了胜利。战争的结束代表了国家的得失？战争是对自由的失败，对于继承的财富的受益者或更喜欢生活在社会边缘的人们来说，更不用说自由了，但是对于那些需要从欧洲来的移民和刚解放的黑人来说，则是一场胜利。政府为追求幸福提供了必要的条件。

## 非裔美国人社会的斗争

### 战后平等
美国内战使三百万奴隶获释。几年后，南方的白人精英再次得到控制。经济实力是主要原因。黑人被剥夺了对谋生手段的控制，黑人被迫依赖白人土地所有者。黑人在农作制度下担任农场工人或租户。最大的问题是黑人受白人老板的摆布，白人老板会告诉他们如何投票。南部学校，医疗保健和住房的隔离变得根深蒂固，黑人被贬为二等公民。

### 健康
许多居民的健康状况取决于他们居住的地方。贫穷的城市中心地区缺少或未提供其他地区所需的必要医疗保健。位置是造成此问题的主要原因。内城区与社会其他地区的隔离是造成居民健康不良的重要原因。此外，人满为患的生活条件由于传染病的传播而加剧了居民的不良健康。

## 个人

### 小马丁·路德·金
小马丁·路德·金（Martin Luther King Jr.）是美国种族平等方面的民权领袖。小马丁·路德·金成为最伟大的领导人之一，原因是他对南方遭受各种虐待的非裔美国人的立场。此外，他在社会中扮演了许多角色，并因他的运动而获奖。小马丁·路德·金（Martin Luther King Jr.）不仅参加了蒙哥马利（Montgomery）巴士抵制活动，在华盛顿三月游行中成为重要发言人，而且是获得诺贝尔和平奖（Nobel Peace Prize）的最年轻的人之一，而且他也以和平的方式处理了他的意见。金对种族隔离的思想保持愤怒给他自己; 但是，他在讲话和和平抗议中确实表现出了对平等的热情。
金通过自愿抵制蒙哥马利公车抵制来展示他的第一个人权运动。罗莎·帕克斯（Rosa Parks）拒绝公车，是在经过漫长而累人的一天工作后，她拒绝放弃她的座位。因此，在被捕后，金聚集了黑人社区。希望通过减少交通工具的使用来抵制公共汽车。抵制持续了382天。尽管金不得不克服许多对他的攻击，例如逮捕和暴力骚扰，但结果却是他们（非裔美国人）的第一场胜利：黑人和白人被允许与白人一样乘坐蒙哥马利的公共汽车。

### 罗莎·帕克斯
罗莎·帕克斯（Rosa Parks）于1913年2月4日出生于阿拉巴马州的蒙哥马利。她上了全黑的阿拉巴马州立大学，不久就在全国有色人种促进协会（NAACP）担任秘书。罗莎·帕克斯（Rosa Parks）通过引发其他事件的事件而成为激进主义者。1955年12月1日，帕克斯（Parks）下班回家的时候，突然她被迫放弃了白人男性的座位。罗莎·帕克斯（Rosa Parks）对黑人的待遇感到沮丧。因此，她拒绝了，并被逮捕并罚款14美元。
帕克斯的拒绝和逮捕给白人带来了两难境地，尤其是那些拥有公交车业务的人。蒙哥马利的公共汽车抵制已经开始使公共交通分离。此外，小马丁·路德·金（Martin Luther King Jr.）不仅参与激励受虐待的非裔美国人，而且分享了他对平等的热情。这次抵制持续了382天，并于1956年12月21日结束。在公共汽车抵制结束时，罗莎·帕克斯和小马丁·路德·金都成为了民族英雄。此外，最高法院宣布，在蒙哥马利公车上进行隔离是违宪的。

## 团体和组织

### 南部基督教领袖会议（SCLC）
小马丁·路德·金（Martin Luther King Jr.）是SCLC的创始人，于1957年召集了许多黑人领导人。他成为这个激进组织的主席，并决定通过管理和平抗议和抵制歧视的社会道德原则来改善社区。种族之间的隔离。

### 全国有色人种发展协会（NAACP）
最初于1909年2月12日在伊利诺伊州斯普林菲尔德创建。这个团体反对针对非裔美国人的暴力行为。他们的目标是消除种族不平等，并保障公民的政治，教育，社会和经济平等 。他们的办公室位于纽约 。Moorfield Storey被任命为总裁，而Du Bois是唯一的非洲裔美国出版总监。

### 种族平等大会
有一个名为种族平等大会”（CORE）的民权组织聚集在一起，以非暴力方式打击腐败和种族隔离。1950年代后，CORE有了长足的发展，最初是詹姆斯·法默（James Farmer），他后来成为该组织的负责人和民权活动家。他回到了自己的“原住民南方”，并参观了当地的电影院，在那里他看到了“乌鸦的巢穴”，这是为黑人保留的区域。他反对吉姆·克劳法。他意识到自己的朋友和他本人通过日常行为来支持这些法律。他很快写了一份备忘录，并召集了一个由身心强大的个体组成的个体，他们能够采取个人非暴力行动来结束歧视.。
CORE于1942年在芝加哥成立。它是“和平恋人”组织的一个分支，被称为和解奖学金。CORE使用了涉及静坐的非暴力行动程序，该程序在芝加哥的午餐柜台进行。到1947年，CORE做出了横跨南部上部的跨种族巴士之旅。他们正在测试由美国最高法院下令解散的州公共汽车，这是1946年Morgan诉Virginia案的判决。这导致了正在测试发出的命令的设施取得了一些成功，但并没有抓住尤其是在国家一级，这是他们的主要目标。到1960年，出现了新一波的非暴力直接行动通过学生静坐运动发起的抗议。CORE的国家总监詹姆斯·法默（James Farmer）重复了和解之旅。最高法院的另一项裁定是博因顿诉弗吉尼亚州（1960），下令在州际巴士总站隔离。那就是自由骑行。在自由乘车者深行驶到南，沿阿拉巴马州种族隔离遭到袭击.。
CORE从北部开始，主要集中在公共区域。大约二十年前，北部地区隔离了不允许黑人进入的地点。例如，这些地方是饭店，保龄球馆，溜冰场和理发店。更成功的努力是在工作环境中进行了一些针对异族工人和住房合作社的实验。CORE的主要重点是提高北部地区的公众知名度。在1940年代末和1950年代初，CORE移至密苏里州，马里兰州和俄克拉荷马州的边界州。

### CORE和NAACP的成就
在4月的前几周，CORE和NAACP两组联合起来改变了种族平等。两组抗议者都在市长詹姆斯·泰特（James Tate）的北费城联排别墅前行进，制定了一项关闭该市市政大楼建设的计划。此外，许多抗议者参加了包括警察和白人工会分子在内的各种战斗。而且，这两个团体引起了许多关于种族政治，歧视和就业的辩论。

#### 方法
作为对抗种族不公的方法，CORE的方法始终都是非暴力的。CORE是第一个使用非暴力行动来制止影响黑人社区的问题的组织。学生的静坐活动始于1960年2月。一年之内，南部社区开设了130个就餐场所。他们对CORE如何处理隔离问题感兴趣。

#### 发展
CORE在1940年代初期有所发展，但仍由小组组成。由于组织中的学生，他们坚持要小。学生将毕业并离开。另外，其他人正在为特定原因而战，一旦解决了该问题，他们便消失了。CORE只是一个自愿组织。没有带薪工作人员。

#### 主要目标
在南方各州:
- 反种族隔离
- 选民登记

在北方各州:
- 更好的工作
- 更好的住房
- 学校整合

许多局外人开始注意到该小组的努力。他们支持他们并开始了自由骑行。1960年代中期左右，CORE参与了黑人力量运动。然后，事情转向整合和采取非暴力行动来实现社区组织，人民隔离和黑人权力。另外，随着白人和黑人开始共同努力解决种族隔离的困境，白人自由主义者不喜欢他们一起努力的想法。CORE的问题随着时间而改变，因此他们采取了不同的行动。

## 抗议方式

### 静坐（Sit-ins）
静坐（Sit-ins）是最古老的技术，CORE使用最多的技术。CORE将人分为三个不同的组：一组全是黑人，一组全是白人，另一组是异族。这三个不同的小组将在最繁忙的时段之前去一个隔离的就餐区，然后静静地等待他们的到来。它曾被用来开餐馆，后来又被用于其他地方。

### 站
它被用于自助餐厅，售票亭和其他排队的地方。如果有人被拒绝，可能在他/她之前排队的CORE成员也将拒绝退出排队并中断服务。CORE在肯塔基州的电影院和新泽西州的Palisades游乐园的游泳池里做到了这一点。该技术对于停止隔离也很重要。

## 在二十一世纪

### 态度
自1942年以来，种族平等问题发展了两个。 一种是处理黑人以确保平等，这受到了白人社区的青睐，另一种是南方人与非南方人之间的差异。 国家意见研究中心（NORC）观察到了这两个问题。 他们提出的问题勾勒出当时针对黑人的五个主要主题。 在1965-1980年期间影响种族平等的五个要点是年，地区，队列和教育。 南部和非南部地区的许多教育系统都赞成黑人之间实行隔离的教育机构。 他们也不希望附近有黑人或异族通婚。

## 美国法律

### 第十三修正案
主条目：美国宪法第十三修正案
《美国宪法第十三修正案》在所有州废除了奴隶制和非自愿奴役，但对罪行的惩罚除外 。

### 第十四修正案
允许美国出生的个人（例如，美洲原住民和非裔美国人）获得公民身份。它还阻止任何其他州通过自己的法律，这将违反该修正案 。禁止各州反对任何人的“生命，自由或财产，而没有对个人提出法律”或“在其职权范围内拒绝任何人平等地保护法律”。

### 第十五修正案
允许非裔美国人投票。

### 1866年《民权法》
授予个人公民身份，而不会歧视或查看种族，肤色或以前做奴隶的行为。

### 吉姆·克劳法
在南部各州，该法律强制将黑人与白人与公共设施（例如就业，住房，教育，政治，兵役，体育和商业）分开。  换句话说，非裔美国人获得了单独但平等的地位，但几乎没有任何规定允许对设施的“平等”进行监督；同样，该法律也没有与其他任何有关公民身份或法律平等的法律相抵触。